# Zakrzewo (gromada w powiecie złotowskim)
Zakrzewo – dawna gromada, czyli najmniejsza jednostka podziału terytorialnego Polskiej Rzeczypospolitej Ludowej w latach 1954–1972.
Gromady, z gromadzkimi radami narodowymi (GRN) jako organami władzy najniższego stopnia na wsi, funkcjonowały od reformy reorganizującej administrację wiejską przeprowadzonej jesienią 1954 do momentu ich zniesienia z dniem 1 stycznia 1973, tym samym wypierając organizację gminną w latach 1954–1972.
Gromadę Zakrzewo z siedzibą GRN w Zakrzewie utworzono – jako jedną z 8759 gromad na obszarze Polski – w powiecie złotowskim w woj. koszalińskim na mocy uchwały nr 43/54 WRN w Koszalinie z dnia 5 października 1954. W skład jednostki weszły obszary dotychczasowych gromad Zakrzewo, Drożyska Wielkie, Płosków, Śmiardowo Złotowskie i Kujan (bez lasów państwowych do toru kolejowego i bez obszaru lasu w granicach leśnictwa Buczek Wielki) ze zniesionej gminy Zakrzewo oraz miejscowość Kolonia Stawnica (przyległa do gromady Płosków) z dotychczasowej gromady Stawnica ze zniesionej gminy Radawnica w tymże powiecie. Dla gromady ustalono 19 członków gromadzkiej rady narodowej.
31 grudnia 1961 z gromady Zakrzewo wyłączono wieś Płosków, włączając ją do nowo utworzonej gromady Złotów w tymże powiecie; do gromady Zakrzewo włączono natomiast obszar zniesionej gromady Głomsk (oprócz wsi Potulice i Czernice) tamże.
31 grudnia 1971 do gromady Zakrzewo włączono wieś Wersk ze zniesionej gromady Buczek Wielki w tymże powiecie.
Gromada przetrwała do końca 1972 roku, czyli do kolejnej reformy gminnej. 1 stycznia 1973 w powiecie złotowskim reaktywowano gminę Zakrzewo.